# Acalyptris melanospila
Acalyptris melanospila là một loài bướm đêm thuộc họ Nepticulidae. Nó được miêu tả bởi Edward Meyrick năm 1934. Nó được tìm thấy ở Bombay, Ấn Độ. Ấu trùng ăn Randia dumetorum.